# Запис храст на тргу (Трстеник)
Запис храст на тргу (Трстеник) се налази на парцели чији је власник Општина Трстеник.

## Локација
| Општина             | Трстеник                                                         |
| Катастарска општина | Трстеник                                                         |
| Потес               | Кнегиње Милице                                                   |
| Координате          | 43° 37′ 12″ С; 20° 59′ 54″ И / 43.620100000000001° С; 20.9983° И |
| Надморска висина    | 0m                                                               |

## Карактеристике
Дендрометријске вредности утврђене на терену и сателитским снимцима:
| Стабло                     | Храст |
| Висина стабла              | m     |
| Обим дебла                 | m     |
| Пречник крошње             | 6m    |
| Пречник дебла              | m     |
| Висина дебла до прве гране | m     |

## База записа
Запис је у оквиру Викимедија пројекта "Запис - Свето дрво" заведен под редним бројем 0588.